# Územní prelatura São José de Alto Tocantins
Územní prelatura São José de Alto Tocantins byla prelatura římskokatolické církve, nacházející se v Brazílii.

## Historie
Prelatura byla založena 25. července 1924 a to z části území diecéze Goiás.
Dne 26. března 1956 byla prelatura zrušena a z částí jejího území byly vytvořeny územní prelatura Formosa, diecéze Uruaçu a územní prelatura Cristalândia.

## Seznam prelátů
- - Francesco Ozamiz Corta, C.M.F. (1925-1930) apoštolský administrátor
- Florentino Simón y Garriga, C.M.F. (1931-1935)
  - Francesco Ozamiz Corta, C.M.F. (1936-1937) apoštolský administrátor
  - Francisco Prada Carrera, C.M.F. (1937-1946) apoštolský administrátor
- Francisco Prada Carrera, C.M.F. (1946-1957)